# 久喜市総合運動公園
久喜市総合運動公園（くきしそうごううんどうこうえん）は、埼玉県久喜市江面地区にある都市公園（運動公園）である。

## 概要
総面積約14haの敷地に総合体育館第1体育館、総合体育館第2体育館、市民グラウンド、市民ゲートボール場、多目的広場、市民プール（夏期のみ営業）、テニスコートなどがある。久喜市民の健康づくりと憩いの場となっている。2006年（平成18年）4月1日より指定管理者制度が導入され、体育館及び有料施設の管理運営は民間業者が行っている。久喜市総合運動公園内に併設されている久喜市民プールは1990年（平成2年）に久喜市により設置される。

## 施設・設備
- 運動施設
  - 市民グラウンド - 400mトラック - 7レーン
  - サッカー場 - 1面
  - 市民ゲートボール場 - 6面
  - テニスコート - 6面
  - 多目的広場（ソフトボール、グラウンドゴルフ、レクリエーション等の利用可）
  - 市民プール
  - 総合体育館第1体育館
  - 総合体育館第2体育館
- 便益施設
  - 屋外トイレ
  - 駐車場
- 休養施設
  - ベンチ
  - シェルター
  - 東屋
  - 野外卓

## アクセス
- 東北自動車道久喜インターチェンジよりさいたま栗橋線をさいたま市方面へ400m、左側。
- 久喜駅西口にて市内循環バスのりばより、「東西連絡 東行き（所要：約10分）」、「下早見循環 左回り（所要：約10分）」、「除堀・所久喜循環 （所要：約10分）」のいずれかに乗車、「市民グラウンド」または「総合体育館」下車すぐ。
- 久喜駅東口にて市内循環バスのりばより、「東西連絡 西行き（所要：約18分）」に乗車、「市民グラウンド」または「総合体育館」下車すぐ。
- 市内循環バスの運賃はいずれも100円（1日乗車券は200円）。（市内循環バス　久喜市ホームページ）
- 久喜駅西口より大和バスにて1-1、1-2系統　久喜菖蒲工業団地方面管理センター行きに乗車、JA江面支所バス停より徒歩5分（運賃：150円）。